# Here with Me
"Here with Me" là đĩa đơn đầu tay của nữ ca sĩ kiêm nhạc sĩ người Anh Dido. Đây là đĩa đơn đầu tiên của cô được phát hành từ album phòng thu đầu tay No Angel (1999). Ca khúc được viết về bạn trai cũ của cô, Bob Page.
Đĩa đơn được chọn phát hành vào ngày 8 tháng 6 năm 1999 tại Hoa Kỳ, nhưng không được phát hành tại Anh cho đến tháng 2 năm 2001, nơi mà đĩa đơn thứ hai của album, "Thank You" được phát hành trước đó vào tháng 12 năm 2000. Bài hát đạt vị trí thứ 4 tại Anh, trở thành đĩa đơn thứ hai của cô liên tiếp đạt được vào top 5, sau "Stan", hợp tác cùng Eminem.
"Here with Me" được sử dụng làm nhạc nền cho loạt phim tâm lý truyền hình mang tên Roswell. Vào năm 2007, Dido có phát hành một bản phối mở rộng của ca khúc này cùng với Enya.

## Video ca nhạc
Hai video ca nhạc khác nhau được thực hiện cho đĩa đơn này. Phiên bản đầu tiên được ghi hình vào năm 1999 và phát hành tại thị trường Mỹ. Phiên bản riêng tại Hoa Kỳ của ca khúc đã được Big TV! biên tập và sử dụng hình ảnh tài liệu của cô dưới dạng hình ảnh màu nâu đen. Dido sau đó khẳng định rằng cô hi vọng được ghi hình video cho ca khúc này dưới dạng ra mắt trên toàn cầu. Một phiên bản khác được chỉnh màu do Liz Friedlander đạo diễn được phát hành vào tháng 12 năm 2000. Đây cũng là phiên bản được chọn phát hành tại Anh và châu Âu.

## Các phiên bản hát lại
"Here with Me" được trình diễn lại bởi Sarah Brightman cho album năm 2000 của cô, La Luna.

## Các lần sử dụng khác
Ca khúc được sử dụng vào bộ phim Hài kịch lãng mạn Love Actually (2003), bộ phim Bounce (2000), loạt phim Roswell và chương trình ER. Trong tháng 12 năm 2010, Matt Cardle thể hiện ca khúc trong vòng chung kết chương trình The X Factor.

## Danh sách bài hát
CD1 tại Anh
1. "Here with Me" (bản chỉnh sửa của đài phát thanh) - 4:05
2. "Here with Me" (Bản phối của Lukas Burton) - 3:55

CD2 tại Anh
1. "Here with Me" (bản chỉnh sửa của đài phát thanh) - 4:05
2. "Here with Me" (Bản phối của Lukas Burton) - 3:55
3. "Here with Me" (Bản phối của Chillin' With The Family) - 5:16
4. "Here with Me" (Bản lồng nhạc của Parks & Wilson Homeyard) -6:02

Đĩa đơn dạng DVD
1. "Here With Me" (Video) - 4:05
2. "Thank You" (Trình diên trực tiếp) - 5:00

## Các bảng xếp hạng và các chứng nhận
| Bảng xếp hạng (2001)                              | Vị trí cao nhất |
| ------------------------------------------------- | --------------- |
| Australia (ARIA)                                  | 52              |
| Áo (Ö3 Austria Top 40)                            | 9               |
| Bỉ (Ultratop 50 Flanders)                         | 7               |
| Bỉ (Ultratop 50 Wallonia)                         | 25              |
| Đan Mạch (Tracklisten)                            | 12              |
| Europe (Eurochart Hot 100)                        | 10              |
| Phần Lan (Suomen virallinen lista)                | 6               |
| Pháp (SNEP)                                       | 4               |
| Trường songid là BẮT BUỘC CHO BẢNG XẾP HẠNG ĐỨC   | 16              |
| Ireland (IRMA)                                    | 8               |
| Hà Lan (Dutch Top 40)                             | 14              |
| New Zealand (Recorded Music NZ)                   | 3               |
| Na Uy (VG-lista)                                  | 8               |
| Spain (AFYVE)                                     | 7               |
| Thụy Điển (Sverigetopplistan)                     | 19              |
| Thụy Sĩ (Schweizer Hitparade)                     | 6               |
| Anh Quốc (OCC)                                    | 4               |
| Hoa Kỳ Bubbling Under Hot 100 Singles (Billboard) | 8               |
| Hoa Kỳ Adult Pop Airplay (Billboard)              | 21              |

| Quốc gia                                                                           | Chứng nhận | Số đơn vị/doanh số chứng nhận |
| ---------------------------------------------------------------------------------- | ---------- | ----------------------------- |
| Anh Quốc (BPI)                                                                     | Bạc        | 200.000^                      |
| * Chứng nhận dựa theo doanh số tiêu thụ. ^ Chứng nhận dựa theo doanh số nhập hàng. |            |                               |